# Église Saint-Sauveur de Castelsarrasin
L'église Saint-Sauveur de Castelsarrasin est une église catholique située à Castelsarrasin, en France.

## Localisation
L'église est située dans le département français de Tarn-et-Garonne, place de la Raison, à Castelsarrasin.

## Historique
La première mention de l'église Saint-Sauveur remonte à 961 quand, dans son testament, Raymond II de Rouergue donne l'alleu et l'église à l'abbaye de Moissac. L'abbaye a dû perdre ses droits sur le prieuré car il lui a été de nouveau donné par Bertrand, évêque de Toulouse, le 10 février 1155.
D'après une bulle du pape Innocent IV du 8 juillet 1254 offrant 40 jours d'indulgences aux fidèles des diocèses de Cahors, Toulouse et Agen acceptant d'en financer les travaux, frère Guillaume, recteur de la cure avait commencé à reconstruire l'église priorale d'une manière somptueuse. Cette reconstruction a peut-être été faite à l'instigation de Bertrand de Montaigu, prieur de Saint-Sauveur entre 1247 et 1260, date à laquelle il a été élu abbé de Moissac. Les travaux de église avaient dû commencer quelques années auparavant, mais pas avant 1245 car, à cette date, il y a une réunion dans l'église entre les habitants et Raymond VII de Toulouse. La bulle accordait des indulgences pendant 5 ans. Il est donc probable que les travaux sont terminés vers 1260.
L'église assurait les fonctions d'église priorale et d'église paroissiale. Les offices des moines se faisaient dans le chœur, ceux pour les habitants, dans la première travée, sous le clocher.
Deux chapelles ont probablement été ajoutées au XIVe siècle, à partir du transept, de part et d'autre du chœur, d'abord la chapelle de la Vierge, côté sud, de plan rectangulaire, ayant le même type de voûte que la croisée du transept, et la chapelle Saint-Alpinien, côté nord, comportant une travée droite et une abside polygonale. 
D'autres chapelles ont été construites sur les collatéraux de la nef à une date non connue. Elles ont été détruites après 1861, pendant la restauration de l'église.
L'édifice a dû souffrir pendant la guerre de Cent Ans par manque d'entretien et par son déclin. Au moment de son rattachement de l'abbaye de Cluny, en 1431, il ne reste plus que trois moines.
Le portail nord a été réalisé au XVe siècle. Démonté pendant la restauration de l'église, au XIXe siècle, il a été remonté à l'identique.
Une visite d'experts pour faire une proposition sur les travaux de réparation à faire a lieu le 19 mai 1497. Cette expertise est conduite par Antoine de Treneulé, maître des œuvres royales de la sénéchaussée de Toulouse, Antoine Maur, tailleur de pierre à Moissac, Guillaume Reveyroles, Jean Amaury, maître charpentier, expert juré à Toulouse et Antoine Bruelh, charpentier. Les experts ont noté que le mur fermant le chœur est très fissuré et qu'il faudrait le refaire, ainsi que les contreforts et la charpente. Le rapport d'expertise signale aussi le délabrement du cloître.
Le conseil n'a pas été suivi pour le mur du chevet, et il a été choisi d'agrandir le chœur, le chevet plat a été démoli pour construire  par une travée et l'abside actuelle à pans coupés vers 1500.
Les religieux quittent le prieuré en 1625.
Des chapelles ont été construites aux extrémités du transept. Le bail à besogne pour la construction de la chapelle Saint-Joseph s'ouvrant sur le bras nord du transept date du 7 juin 1649 par un arc percé dans le mur gouttereau. La chapelle du Sacré-Cœur s'ouvrant sur le bras sud du transept date du XVIIe siècle.
Une délibération du conseil municipal de 1766 signale le péril imminent de l'église et que « le curé de cette paroisse a menacé la communauté de ne pas vouloir faire aucune fonction dans cette église ». En 1772, on a ajouté des massifs de maçonnerie autour des piliers de la première travée du chœur supportant le poids du clocher. 
Le cloître du prieuré qui se trouvait au sud a été détruit en 1769.
L'église est transformée en temple de la Raison entre 1793 et 1795 avant d'être rendue au culte catholique.
Le cimetière a été abandonné avant 1836 d'après le cadastre ancien. 
Le plan de l'église donné par l'abbé Carrière donne un état de l'église avant sa transformation à partir de 1861. En 1861, le conseil municipal choisit deux architectes pour expertise l'église : Théodore Olivier, architecte diocésain et architecte départemental, et Jacques-Jean Esquié, architecte qui était intervenu avec Viollet-le-Duc sur la basilique Saint-Sernin de Toulouse. Les deux architectes ont conseillé de démolir et reconstruire le clocher et les piliers de la façade et de la première travée de la nef. Les travaux sont menés entre 1865 et 1867 par Théodore Olivier, qui choisit de démissionner en 1867 doutant de la résistance de la première travée et refusant de construire le clocher. Les travaux sont repris en 1868, par Louis Calmettes qui a aussi réalisé le voûtement de la deuxième travée de la nef.
En mai 1937 un monument dédié à saint Alpinien est érigée devant la façade nord de l'église.
L'édifice est inscrit au titre des monuments historiques le 31 juillet 2002.
Plusieurs objets sont référencés dans la base Palissy.

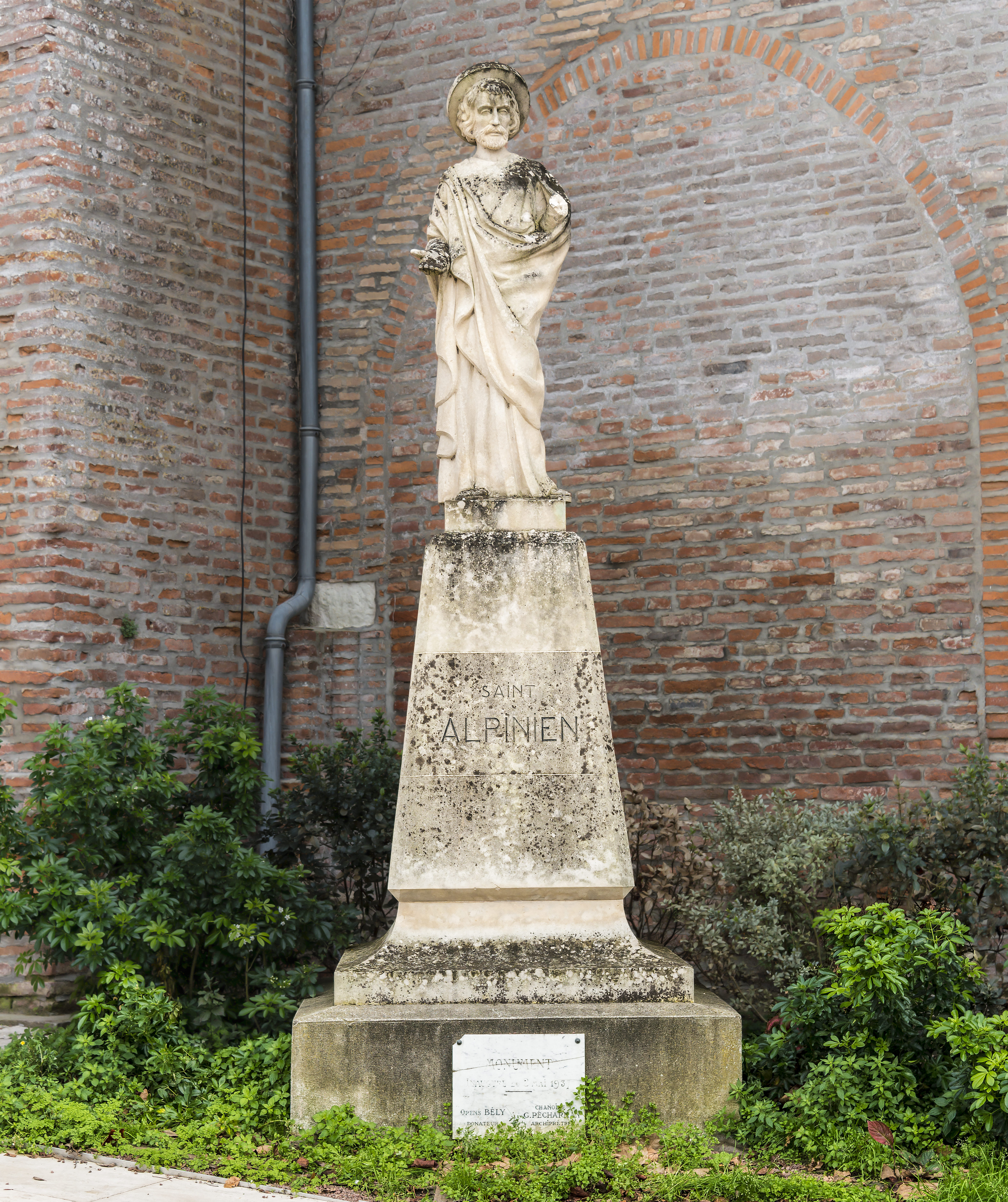
Monument à saint Alpinien
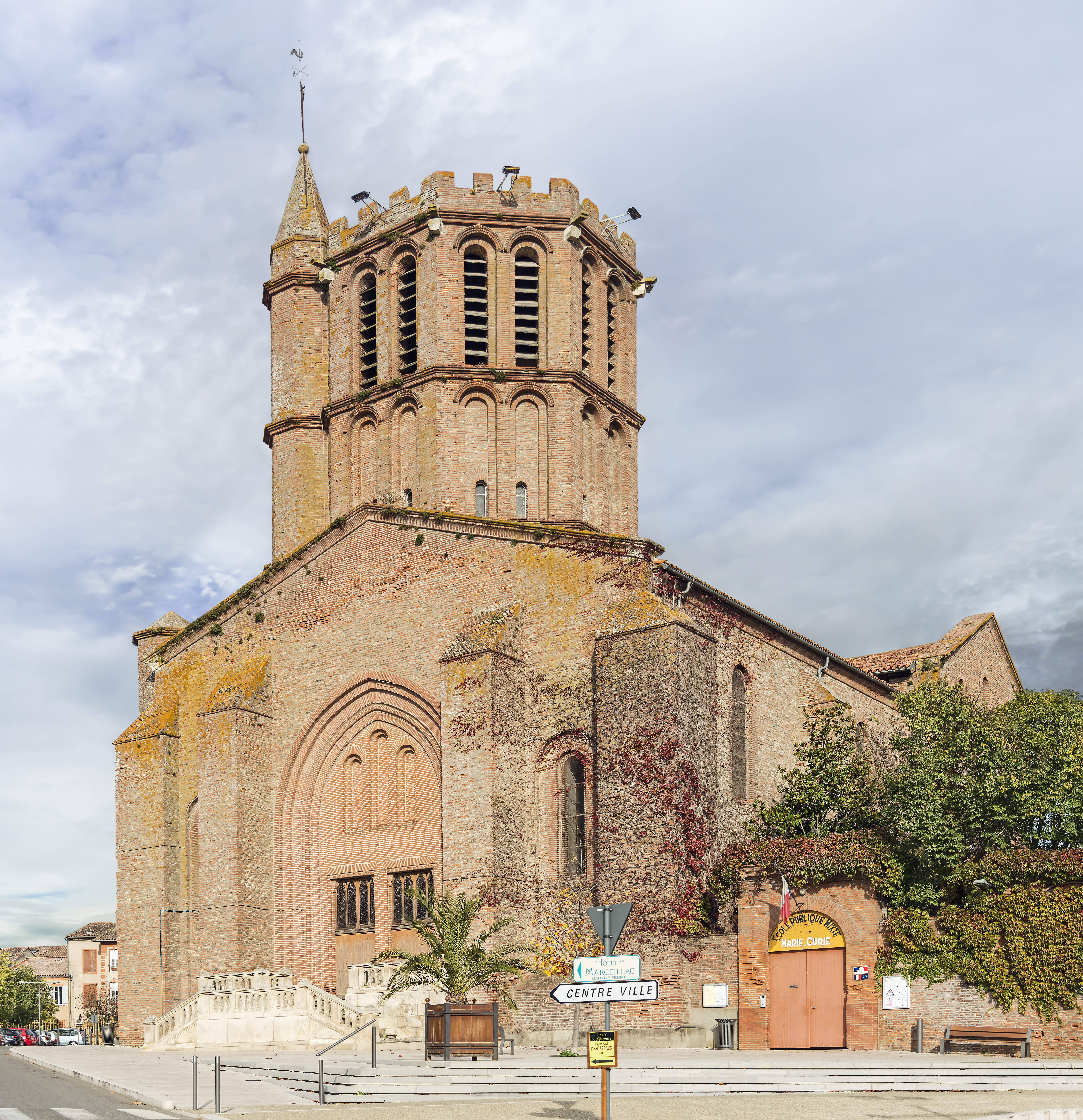
Façade ouest
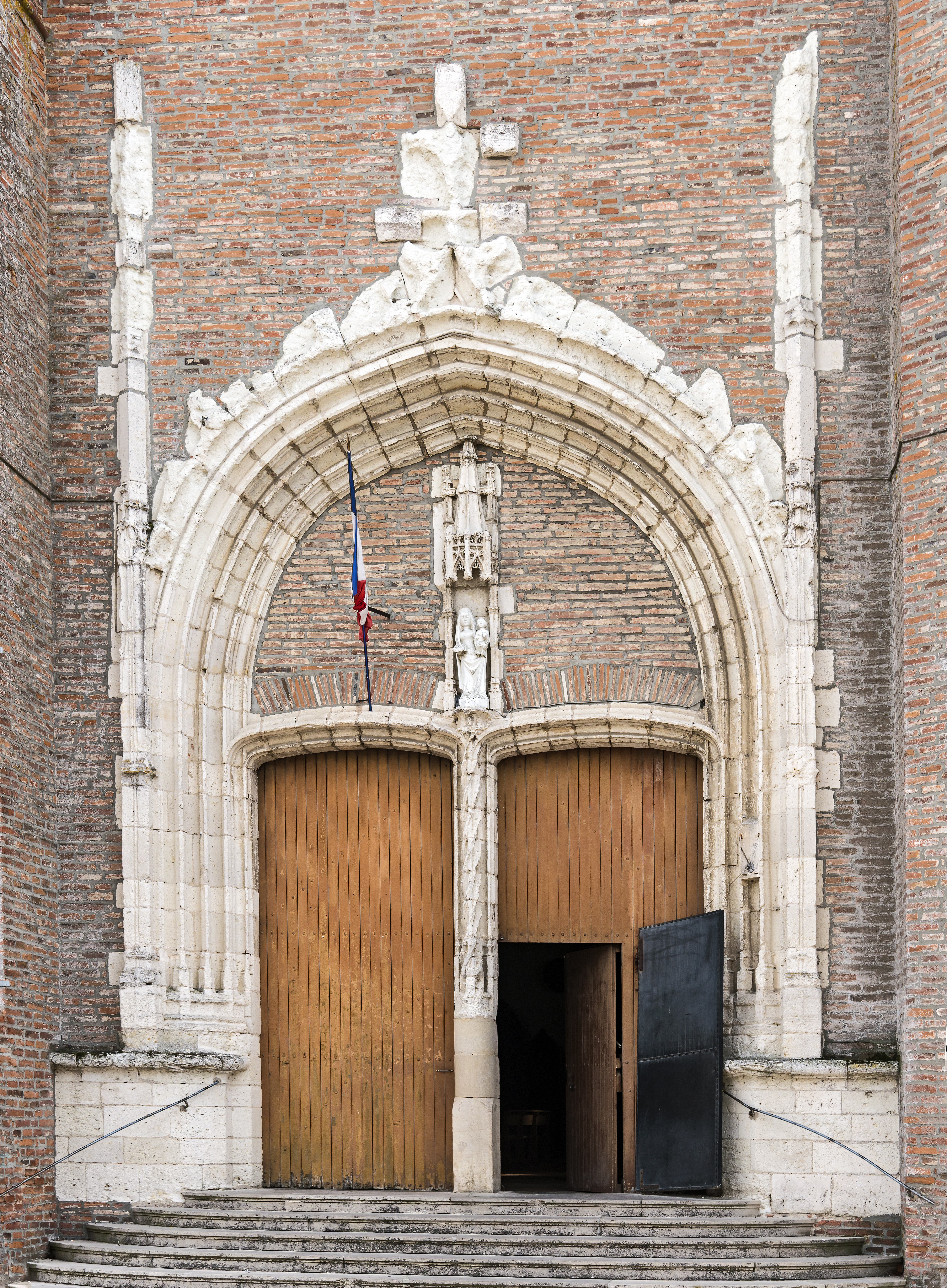
Le portail nord
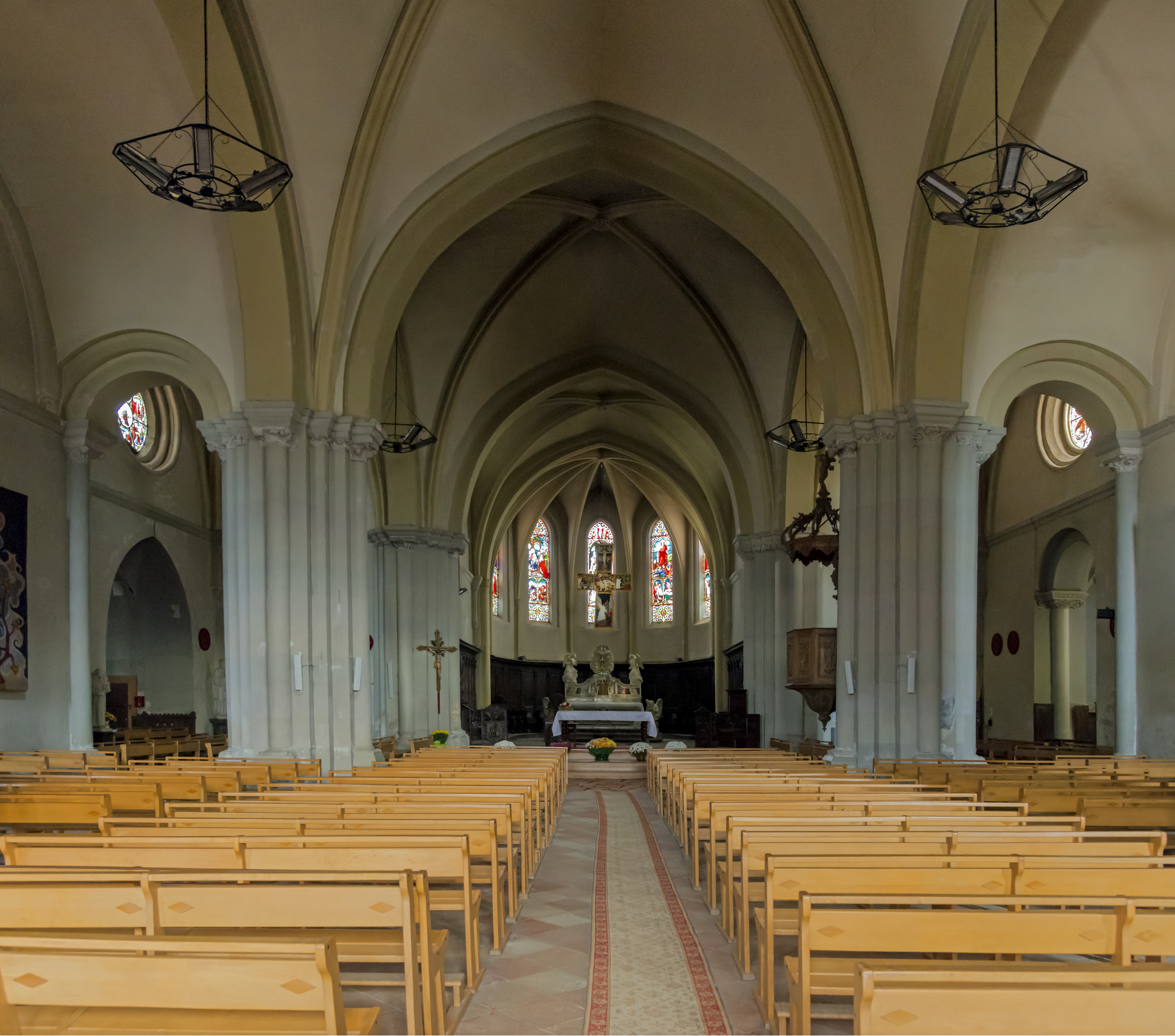
La nef
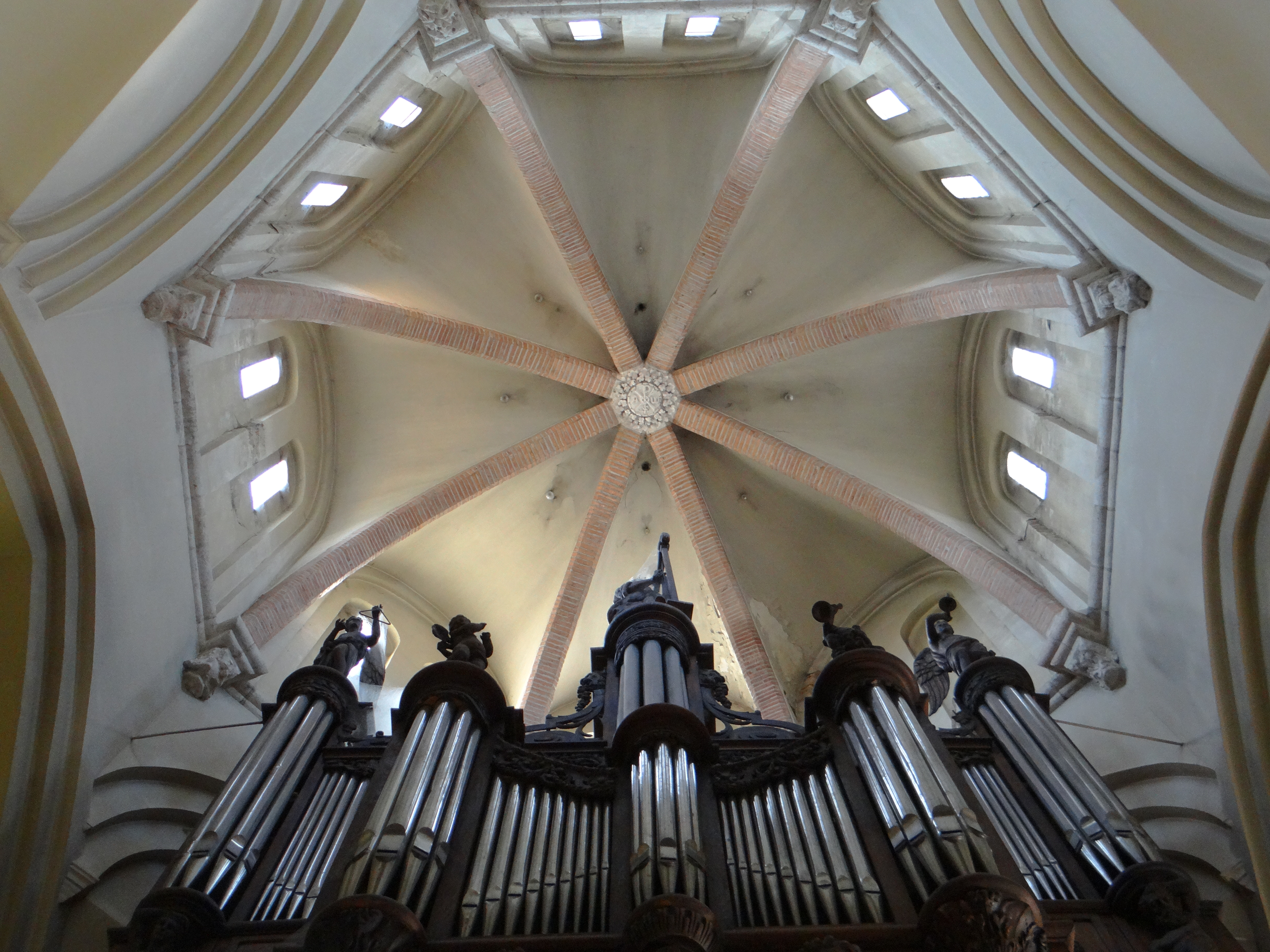
La coupole du clocher et l'orgue

## Décor peint
Une étude du décor peint a été faite par l'architecte du patrimoine Anne Bossoutrot à la demande de la mairie avant d'engager des travaux de restauration.
Des sondages ont permis de retrouver des fragments du décor peint au XIIIe siècle. Il n'y a aucune trace d'un décor peint au XIVe siècle. 
Des traces d'enduit montrent que le chœur reconstruit au XVe siècle avait reçu un décor peint mais qui a disparu au XIXe siècle.
Les chapelles Saint-Joseph (à l'origine du Bon-Pasteur) et du Sacré-Cœur (à l'origine chapelle Sainte-Anne) construites au XVIIe siècle avaient un décor peint. Seule la chapelle Saint-Joseph a conservé une partie importante de ce décor.
En 1811, la Fabrique de l'église a confié à l'architecte départemental Fragneau la restauration de l'intérieur de l'église. Le chœur de la chapelle Saint-Alpinien, la chapelle de la Vierge ainsi que les chapelles Saint-Joseph et du Sacré-Cœur ont reçu un décor peint entre 1818 et 1840. La chapelle de la Vierge a été redécorée en 1818 par le peintre Farinelli, mais il a été entièrement recouvert par des peintures de style troubadour exécutées vers 1830, probablement par Jean-Antoine Pedoya. 
Le décor de la chapelle Saint Alpinien a été peint par le sculpteur décorateur toulousain Loubens, en 1822-1824. Il a aussi réalisé la châsse de Saint-Alpinien.
Les frères François et Jean-Antoine Pedoya ont exécuté le décor du chœur et de la croisée du transept, achevé en avril 1840. Pour faire ce travail, ils ont décapé le décor antérieur.
Le décor peint est repris après la fin de la restauration du gros-œuvre de l'église. La chapelle du Sacré-Cœur a reçu un décor réalisé par Louis Cazottes (1846-1934)). Le décor des chapelles orientales a été entièrement repris à la fin du XIXe siècle et au début du XXe siècle par des artistes non cités. 
Au milieu du XXe siècle on a opéré un blanchiment complet du décor de l'église.

## Mobilier
L'église possède un mobilier baroque important provenant de l'abbaye de Belleperche qui a été vendue comme bien national en 1791 à Jean-Joseph Davach de Thèze. Le mobilier de l'abbaye est dispersé par une vente du 15 janvier 1799. Les paroissiens ont acquis 27 des 80 stalles vendues. Un complément de 12 stalles a été donné à l'église par d'autres acheteurs pour arriver aux 39 se trouvant dans l'église. C'est probablement au cours de cette vente que l'église a acquis des portes du XVIIIe siècle. 
Le maître-autel a été acheté en 1797 au musée des Augustins de Toulouse qui l'avait en dépôt. Il provient lui aussi de l'abbaye de Belleperche.
L'aménagement actuel de l'église date de 1860-1869, période où l'archiprêtre Pierre Fourment était curé de la paroisse. Il a fait exécuter de nouveaux carrelages et les mosaïques du chœur par Spinedi, artisan d'origine italienne installé à Toulouse. Il a acheté en 1860 quatre panneaux sculptés à l'abbaye de Belleperche dont il s'est servi pour réaliser la chaire à prêcher.
L'église abrite les reliques du patron de la ville, saint Alpinien.

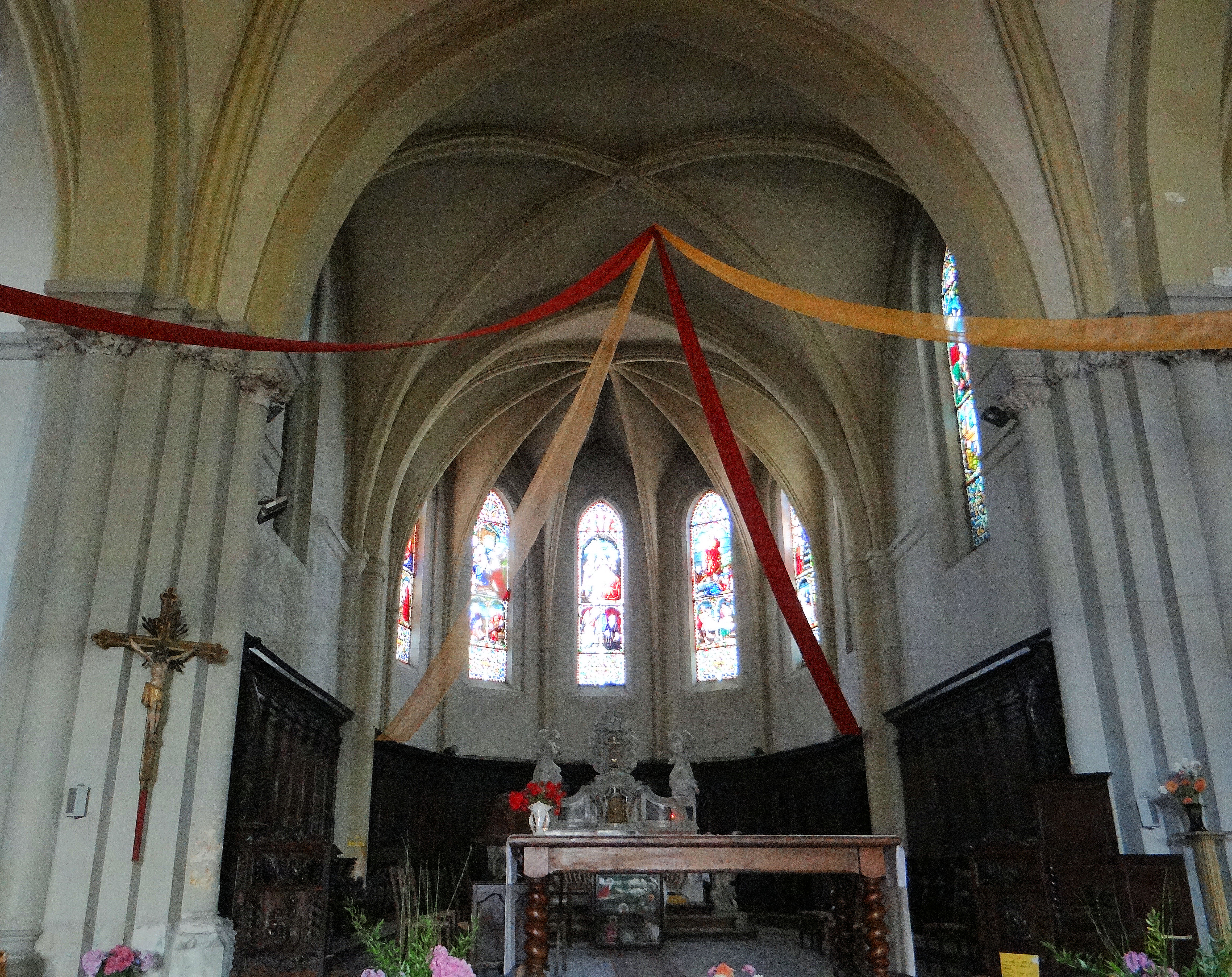
Chœur
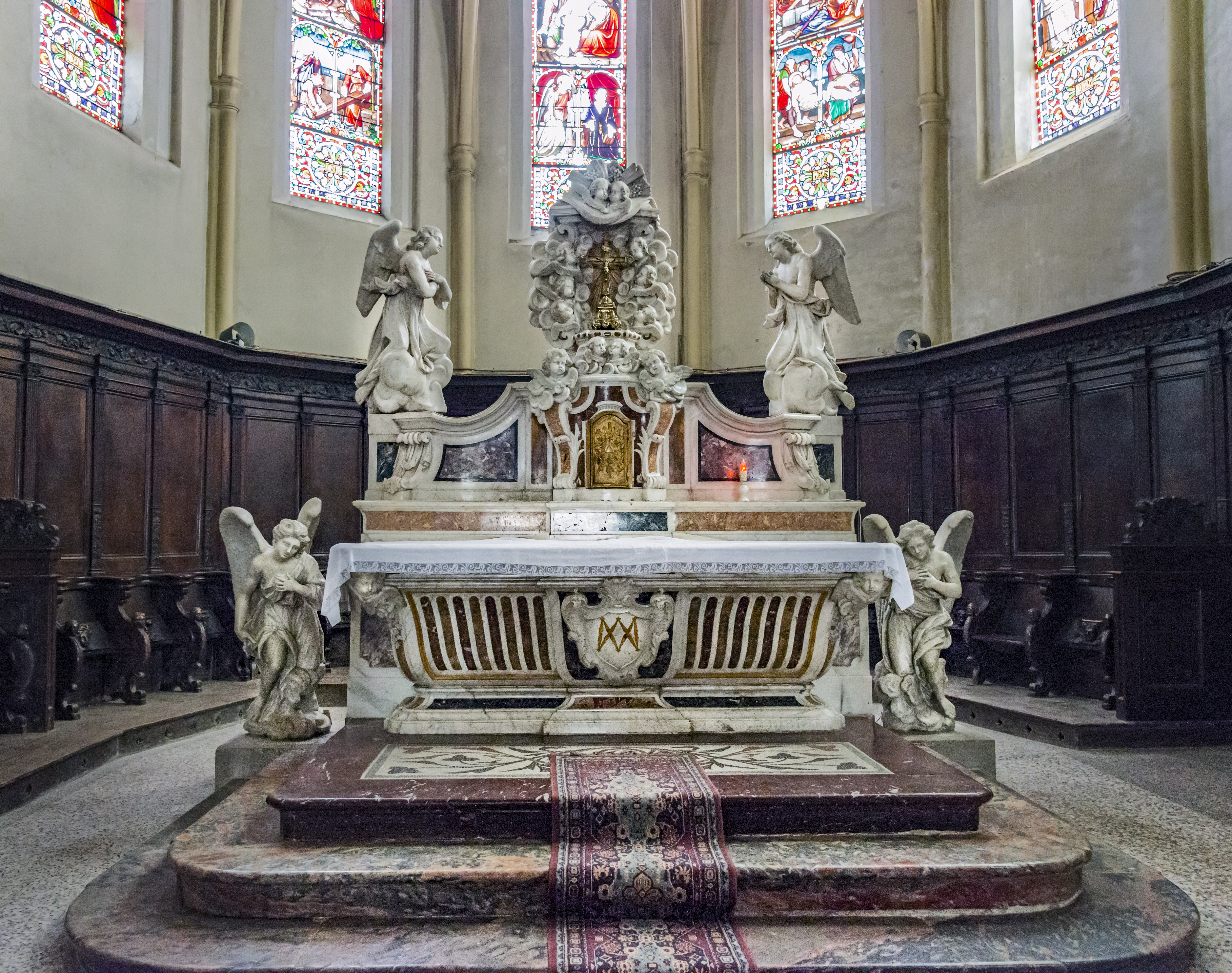
Le Maître-autel
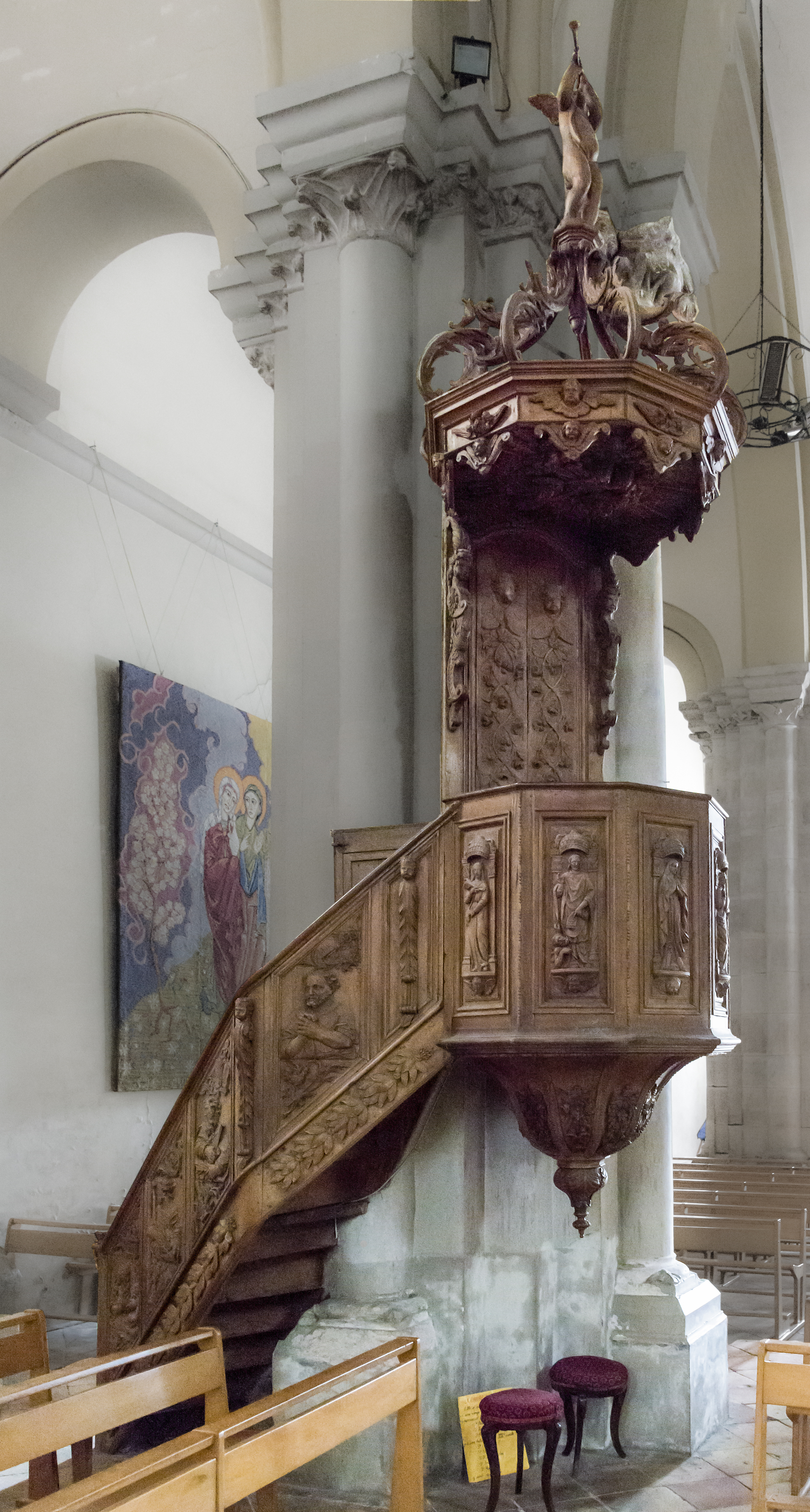
Chaire à prêcher
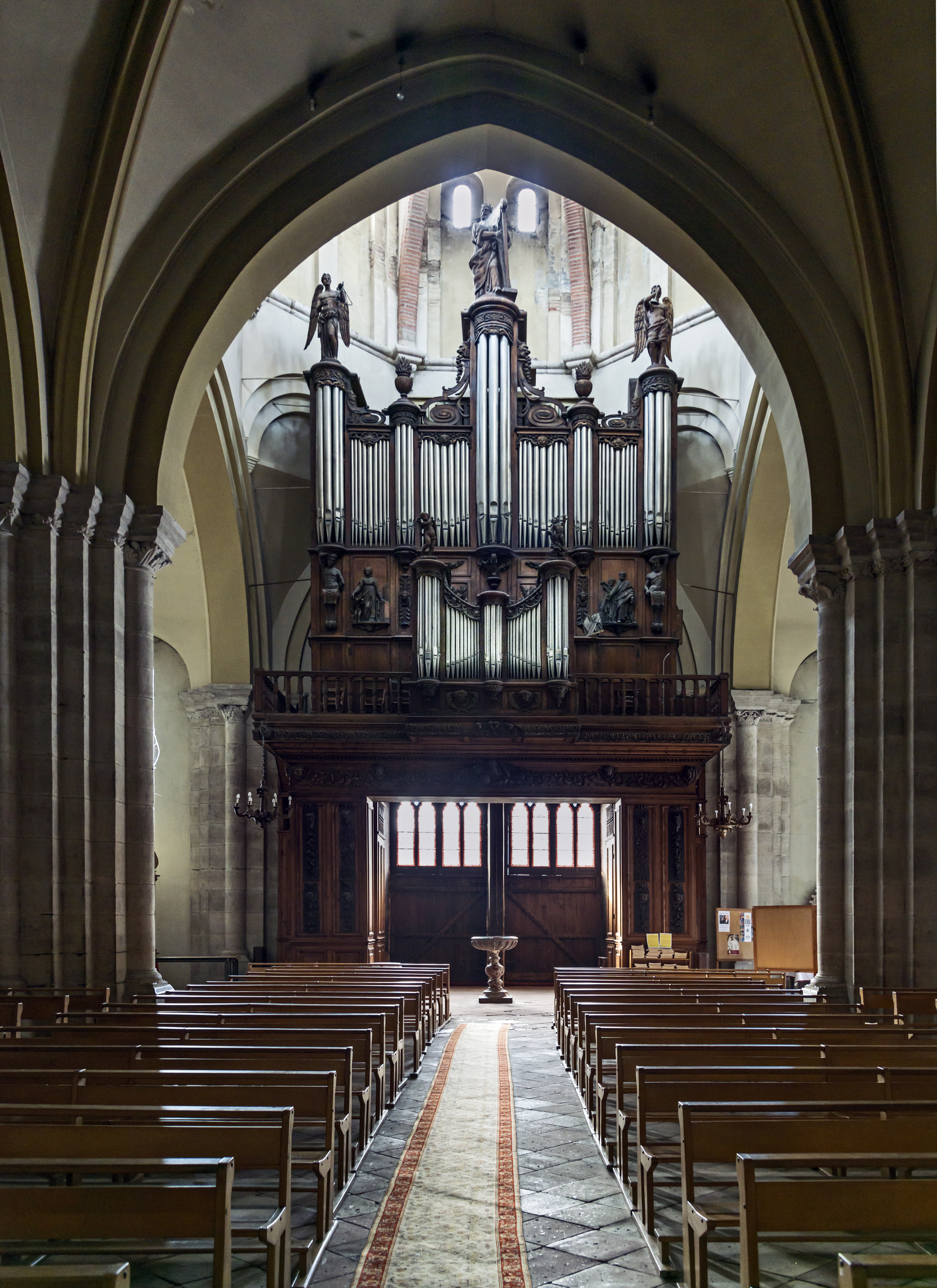
L'orgue
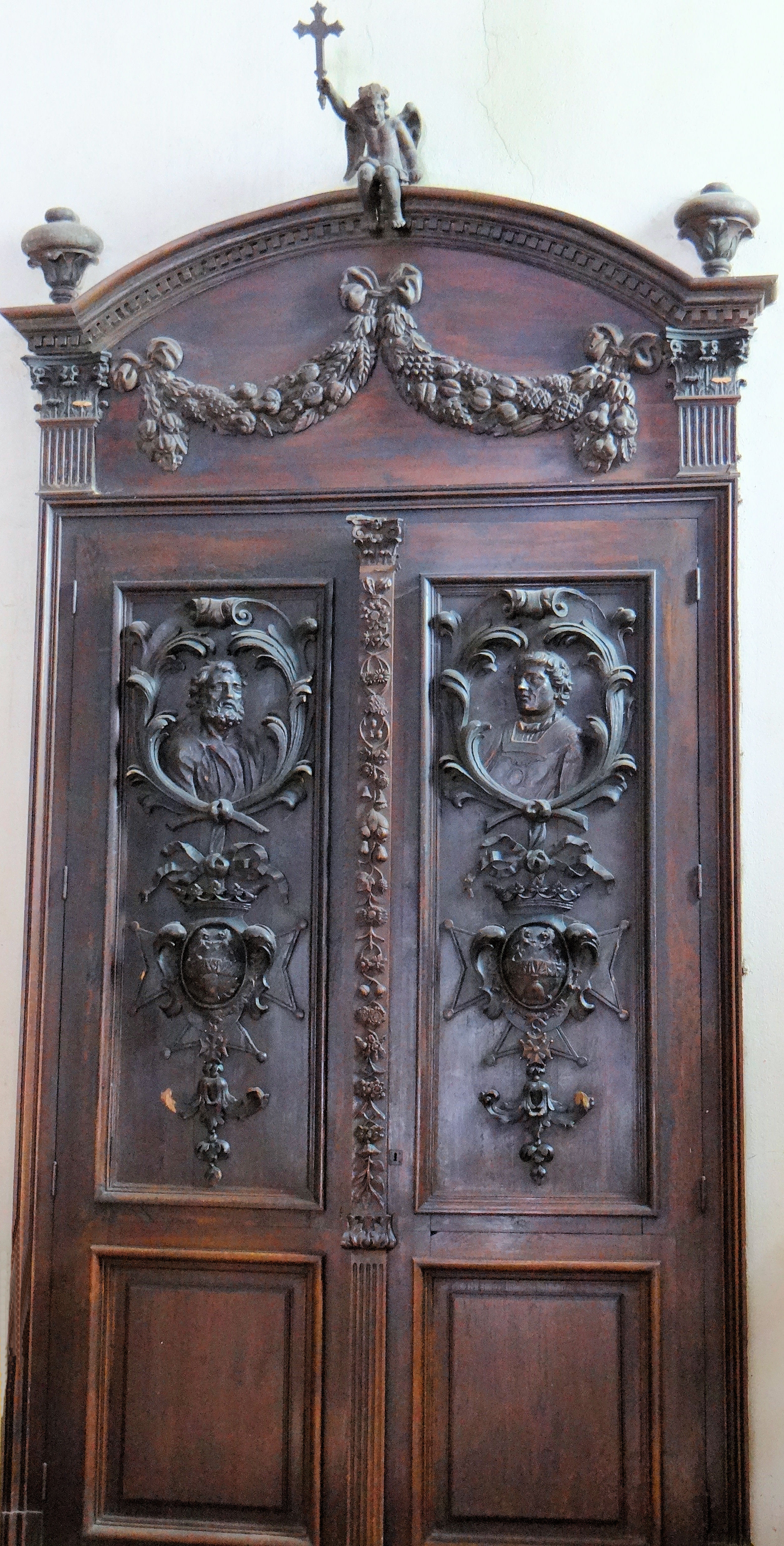
Porte
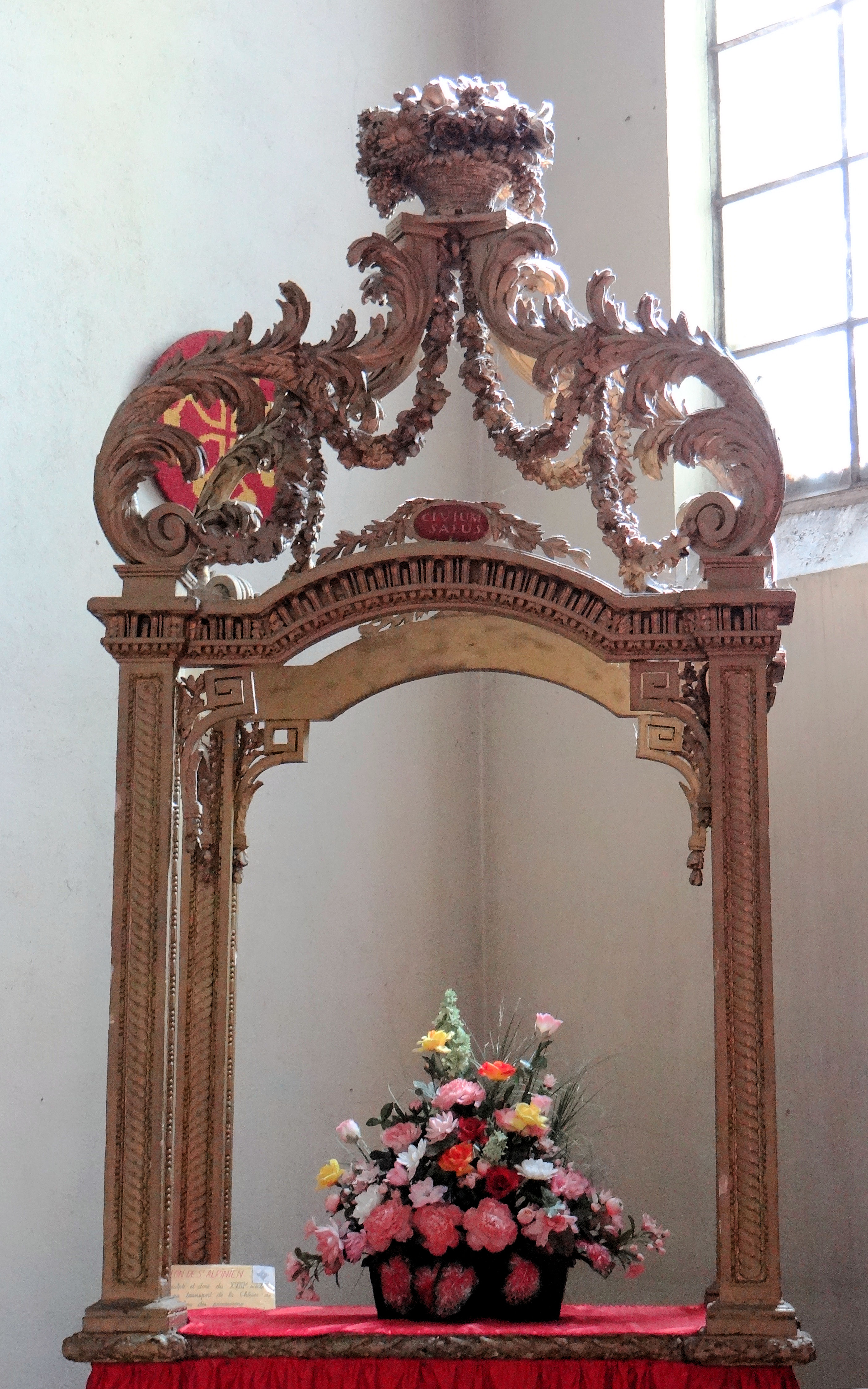
Pavillon de procession
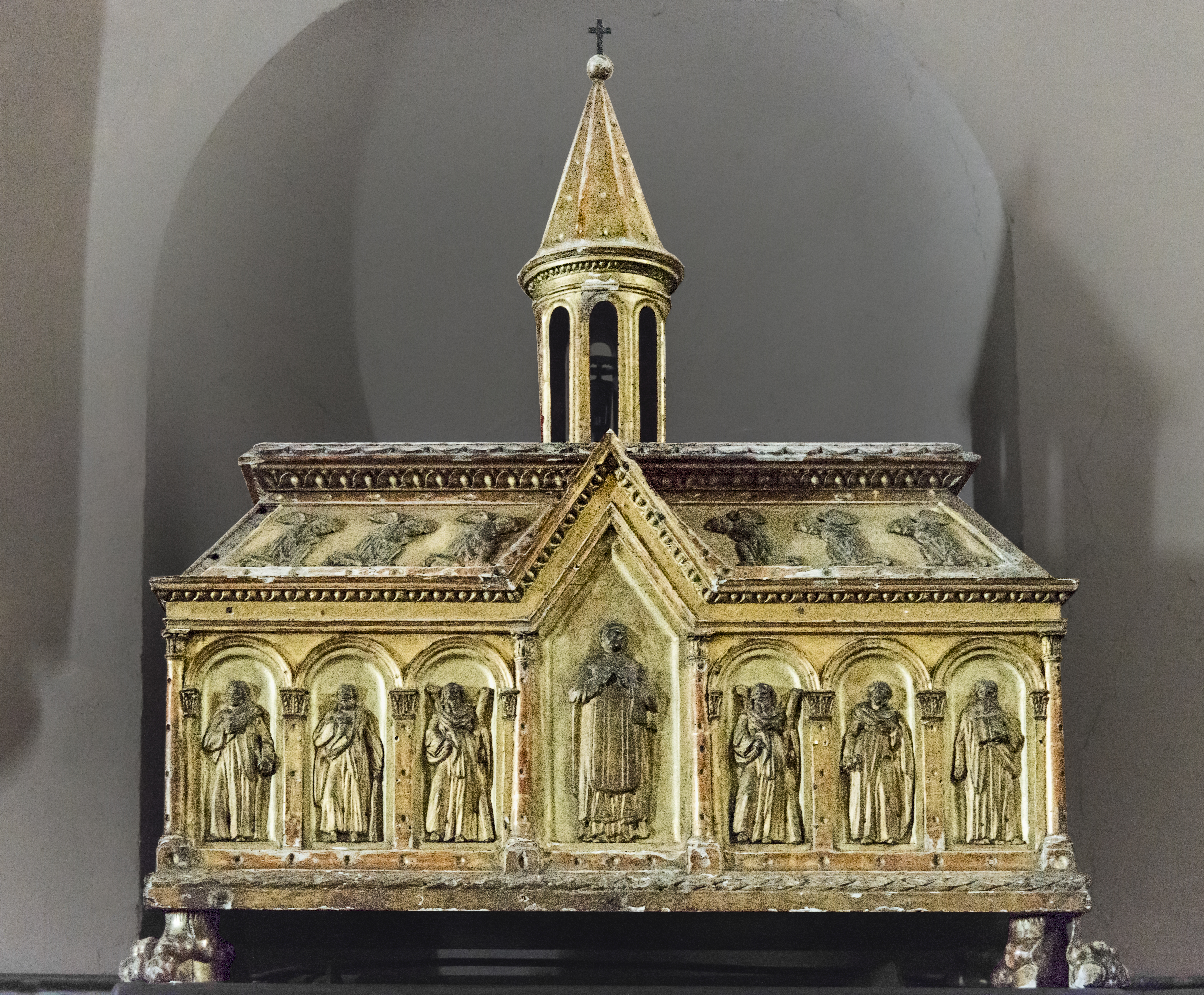
La châsse de saint Alpinien

## Vitraux

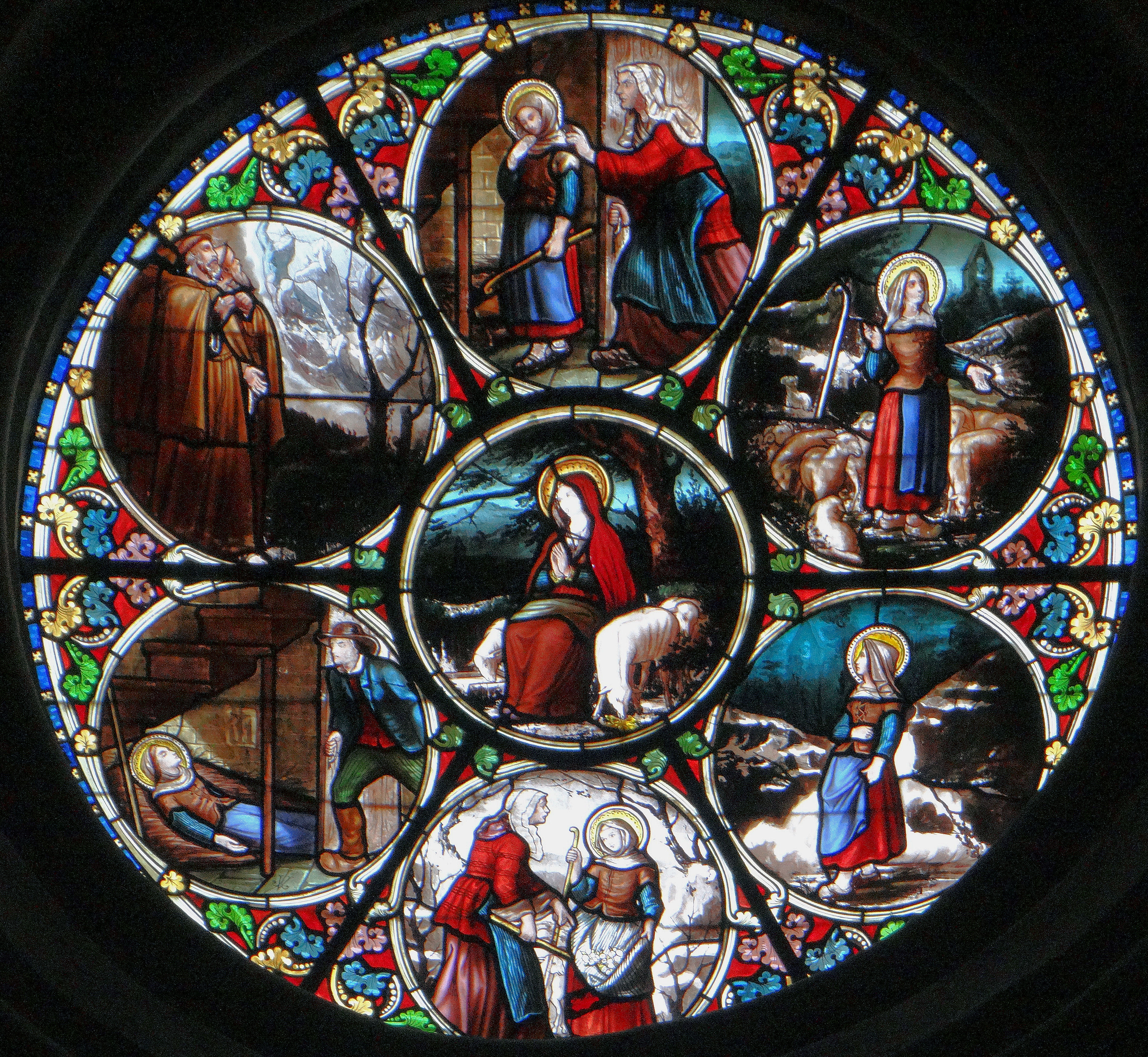
Vitrail de la nef

L'église a été décorée de vitraux réalisés par l'atelier de Joseph Villiet et datés de 1869, 1870, 1875, d'autres des ateliers de Louis Victor Gesta et Henri Feur, datés de 1882 et 1895. D'autres ont été réalisés par Bordieu et Bornier.
Joseph Villiet a dû réaliser les rosaces du transept. Henri Feur a exécuté les vitraux de la chapelle Saint-Alpinien en 1895 et ceux de la chapelle Sainte-Anne (aujourd'hui chapelle du Sacré-Cœur). Louis Victor Gesta a fourni les deux vitraux de la chapelle Saint-Joseph. La chapelle de la Vierge a reçu un vitrail représentant le dogme de l'Immaculée Conception, en 1854, par le pape Pie IX.

## Orgue
Le buffet d'orgue provient de l'abbaye de Belleperche. Il a été classé monument historique au titre des objets.
L'orgue n'est pas signé. Il a été réalisé par le facteur d'orgue Paul Chazelle travaillant à Avallon. La restauration de Trosseille en 1975 a consisté en la reconstruction de l'instrument en 1862-1864. Il a été inauguré le 27 avril 1864 par Edouard Batiste, organiste de l'église Saint-Eustache de Paris. Il a été restauré en 1978.